# Anales castellanos segundos

Les Anales castellanos segundos sont un ensemble d'annales écrites en latin médiéval et compilées au milieu ou à la fin du douzième siècle au Royaume de Castille, couvrant la période allant de la nativité de Jésus jusqu'à la mort de Reine Urraque en 1126 (dans l'édition de Flórez) ou en 1110 (dans l'édition de Gómez-Moreno). Il s'agit d'un manuscrit du treizième siècle conservé actuellement à la bibliothèque de université de Leyde, sous la côte VLO 91. Ce manuscrit se trouvait à l'Université d'Alcalá de Henares (anciennement Complutum) au moins jusqu'au seizième siècle. C'est pourquoi les annales sont connues sous le nom d'Annales Complutenses.

## Éditions
- In Enrique Flórez, ed. España sagrada, XXIII (Madrid: 1767), 310–14.
- In Ambrosio Huici y Miranda, ed. et trans. Las crónicas latinas de la Reconquista, I (Valencia: 1913).
- In Manuel Gómez-Moreno Martínez. Anales castellanos segundos (Madrid: 1917), 25–28.

## Source de la traduction
- (en) Cet article est partiellement ou en totalité issu de l’article de Wikipédia en anglais intitulé « Anales castellanos segundos » (voir la liste des auteurs).